# William Regal
Darren Kenneth Matthews (sinh ngày 10 tháng 5 năm 1968) có tên võ đài là là William Regal là cựu đô vật đã nghỉ hưu, ông hiện làm việc cho WWE với tư cách là General Manager ở NXT.
Trong WCW, ông là một 4 lần vô địch truyền hình. Trong WWF/E, ông là một cựu vô địch liên lục địa, 4 lần vô địch châu Âu, a 5 time Hardcore Champion, một 4 lần World Tag Team Champion, và là người giành được giải King of the Ring năm 2008.

## Các chức vô địch và danh hiệu
- Memphis Championship Wrestling
  - MCW Southern Heavyweight Championship (1 time)[3][142]
- Pro Wrestling Illustrated
  - Ranked #18 of the top 500 singles wrestlers in the PWI 500 in 1994[143]
- World Championship Wrestling
  - WCW World Television Championship (4 times)[9]
- World Wrestling Federation/Entertainment
  - WWF/E Intercontinental Championship (2 times)[144][145]
  - WWF Hardcore Championship (5 times)[17]
  - WWF/E European Championship (4 times)[146][147][148][149]
  - World Tag Team Championship (4 times) – with Lance Storm (2), Eugene (1) and Tajiri (1)[150][151][152][153]
  - King of the Ring (2008)[154]
- Wrestling Observer Newsletter
  - Best Television Announcer (2013, 2014)